# Ewa Bućko
Ewa Bućko, z domu Kuźmicka (ur. 15 sierpnia 1960 w Sulechowie) – polska siatkarka, mistrzyni i reprezentantka Polski.

## Życiorys

### Kariera reprezentacyjna
W 1979 wystąpiła w reprezentacji Polski juniorek, zajmując z drużyną piąte miejsce na mistrzostwach Europy w tej kategorii wiekowej. W reprezentacji Polski seniorek debiutowała 16 czerwca 1978 w towarzyskim meczu z Republiką Federalną Niemiec, jednak w kolejnych latach występowała w biało-czerwonych barwach sporadycznie. W 1989 wystąpiła na mistrzostwach Europy, zajmując dziewiąte miejsce. Ostatni raz wystąpiła w drużynie narodowej 31 stycznia 1990 w meczu eliminacji mistrzostw świata z Czechosłowacją. Łącznie w latach 1978–1990 wystąpiła w 51 meczach I reprezentacji.

### Kariera klubowa
Wychowanka klubu Zawisza Sulechów, z którym w wieku 15 lat sięgnęła w 1975 po Puchar Polski, grając równocześnie w II lidze siatkarskiej. W 1985 została zawodniczką BKS Stal Bielsko-Biała, zdobywając z nim trzykrotnie tytuł mistrzyni Polski (1988, 1989, 1990) i raz wicemistrzostwo (1987), a także sięgając trzykrotnie po Puchar Polski (1988, 1989, 1990). W 1990 wyjechała na dwa sezony do Szwajcarii, była zawodniczką Genève-Elite Volleyball (1991), z którym zdobyła wicemistrzostwo Szwajcarii i VBC Bienne.
Jest siostrą reprezentacyjnej siatkarki Bożeny Waloch, z którą występowała razem w Zawiszy i BKS Stali oraz żoną Wojciecha Bućki, byłego trenera klubu z Bielska.
Po zakończeniu kariery pracowała jako nauczyciel matematyki w Zespole Szkół Samochodowych i Ogólnokształcących w Bielsku-Białej.